# Ahmed Maher Pascià
Ahmed Maher Pascià (in arabo أحمد ماهر باشا‎?, Aḥmad Māhir Bāshā; 1888 – 24 febbraio 1945) è stato un politico egiziano.
Di origine circassa, era figlio di Muḥammad Māher Pascià, che fu vice-ministro della Guerra e governatore del Cairo, e fratello minore di ʿAlī Māher, che fu per quattro volte primo ministro egiziano.

Anche lui fu infatti primo ministro dell'Egitto, dal 10 ottobre 1944 al 24 febbraio 1945, sostituendo Muṣṭafā al-Naḥḥās Pascià, rimosso da re Fārūq.
Subito dopo aver assunto l'incarico di formare il nuovo governo, indisse nuove elezioni parlamentari, conducendo una vigorosa battaglia contro la Fratellanza Musulmana (contro la quale aveva ottenuto una fatwā), che uscì sonoramente sconfitta, non senza avere accusato il regime di non aver consentito lo svolgimento di una tornata elettorale regolare.

Māher dichiarò poi guerra alle Potenze dell'Asse ma, poco dopo tale dichiarazione, fu assassinato all'interno del parlamento dal ventottenne Mahmud Essawy, sospettato di essere un Fratello Musulmano e di avere simpatie naziste, sebbene l'omicida dichiarasse di appartenere allo stesso partito dell'assassinato, vale a dire il Wafd, mentre altre fonti lo riconducono al vecchio Partito Nazionale.